# 岐阜県立関有知高等学校
岐阜県立関有知高等学校（ぎふけんりつ せきうちこうとうがっこう）は、岐阜県関市下有知松ヶ洞にある公立高等学校。2004年（平成16年）に岐阜県立中濃西高等学校と岐阜県立中濃高等学校が統合され設立した。旧中濃西高校の校舎を使用している。

## 概要
創立
2004年（平成16年）
学科
- 普通科
- 生活福祉科

※ 過去には理数科も設置されていた。
所在地
岐阜県関市下有知松ヶ洞6191-3
校訓
自立・創造・敬愛
その他
ぎふ総合型選択制高等学校に指定され、所属学科だけでなく他学科の授業も選択できるようになっている。

## 沿革
- 2002年（平成14年）4月1日 - 岐阜県教育委員会により、中濃西高校の場所に普通科、理数科及び生活産業に関する学科を置く、ぎふ総合型選択制高校を設置することが決まる。
- 2003年（平成15年）6月17日 - 校名が岐阜県立関有知高等学校に決まる。普通科、理数科、生活福祉科を設置。
- 2004年（平成16年）4月1日 - 岐阜県立中濃西高等学校と岐阜県立中濃高等学校が統合され、岐阜県立関有知高等学校として開校。旧・中濃西高等学校は関有知高等学校中濃西校舎、旧・中濃高等学校は関有知高等学校中濃校舎となる。
- 2006年（平成18年）4月1日 - 完全統合により、中濃校舎を廃止。

## 部活動
ライフル射撃部は男女ともに何度も全国大会に出場し、国民体育大会や全国高等学校ライフル射撃競技選手権大会で優勝している。

## 統合・校名問題
2003年（平成15年）当時、関有知（せきうち）という新校名を採用するにあたって旧中濃西高校の在校生を中心に反対運動が起こった。在校生を中心とした署名活動が展開され、岐阜県教育委員会まで提出するに至ったものの、県議会や教育委員会内で既に決定されているという理由から校名が採用された経緯がある。結果として事前説明が生徒や保護者にしっかりなされないまま合併が進んだ為、旧中濃西高校の卒業生の中には旧中濃高校と合併をしたことに異を唱える卒業生も存在する。

## アクセス
- 長良川鉄道越美南線 関下有知駅